# Alexander Kratochvil
Alexander Kratochvil (* 1965 in München) ist ein deutscher Literaturkritiker, Übersetzer und Essayist. Er übersetzt aus dem Ukrainischen und Tschechischen.

## Leben und Wirken
Alexander Kratochvil studierte Slawistik, Ethnologie, Germanistik und Osteuropageschichte in München, Freiburg, Brno und Lwiw. Von 1995 bis 1999 war er Lektor und Assistent an der pädagogischen Fakultät, Westböhmische Universität Pilsen.
Seine Dissertation über Mykola Chwylowyj legte Kratochvil 1998 an der Albert-Ludwigs-Universität Freiburg vor.
2002/2003 erhielt er ein Forschungsstipendium am Harvard Ukrainian Research Institute. Kratochvil war von 2002 bis 2008 Assistenzprofessor an der Universität Greifswald und von 2009 bis 2011 wissenschaftlicher Mitarbeiter im Exzellenzcluster „Kulturelle Grundlagen von Integration“ an der Universität Konstanz. Von 2012 bis 2016 arbeitete er am Institut für tschechische Literatur der Akademie der Wissenschaften der Tschechischen Republik in Prag und anschließend als Lehrbeauftragter an der Humboldt-Universität zu Berlin.
Kratochvil verteidigte 2017 seine Habilitationsschrift zum Thema „Aufbruch und Rückkehr. Ukrainische und tschechische Prosa im Zeichen der Postmoderne“.
Im Jahr 2021 hatte er eine Gastprofessur an der Technischen Universität Dresden. Seit Oktober 2022 ist er wissenschaftlicher Mitarbeiter für ukrainische und tschechische Literatur am Lehrstuhl für Slawische Philologie der Ludwig-Maximilians-Universität München.
Alexander Kratochvil übersetzt aus dem Ukrainischen und Tschechischen insbesondere Werke von Walerjan Pidmohylnyi, Jurij Andruchowytsch, Oksana Sabushko, Jurij Wynnytschuk, Serhiy Zhadan, Oleksandr Irwanez, Sofia Andruchowytsch und Pavel Šrut.

## Werke (Auswahl)
Übersetzungen:
- Oksana Sabuschko: Museum der vergessenen Geheimnisse. Roman. Droschl Verlag, Graz-Wien 2010 ISBN 978-3-596-18932-8
- Oksana Sabuschko: Planet Wermut. Essays. Droschl Verlag, Graz-Wien 2012, ISBN 978-3-85420-795-5
- Jurij Wynnytschuk: Im Schatten der Mohnblüte. Haymon Verlag, Innsbruck 2014, ISBN 978-3-7099-7145-1
- Oleksandr Irwanez: Pralinen vom roten Stern. Haymon Verlag, Innsbruck  2017, ISBN 978-3-7099-7247-2
- Oksana Sabuschko: Der lange Abschied von der Angst. Droschl Verlag, Graz-Wien 2018, ISBN 978-3-99059-016-4
- Pavel Šrut. Die Sockenfresser. Fischer KJB 2018, ISBN 978-3-7373-4116-5 (zusammen mit Andreas Tretner)
- Oleg Senzow. Leben: Geschichten. Voland & Quist, Berlin 2019, ISBN 978-3-86391-234-5 (zusammen mit Irina Bondas, Kati Brunner, Claudia Dathe, Christiane Körner, Lydia Nagel, Jennie Seitz, Olga Radetzkaja, Andreas Tretner, Thomas Weiler)
- Oksana Sabuschko: Schwestern: Ein Roman in Erzählungen. KLAK Verlag, Berlin 2020, ISBN 978-3-948156-46-6
- Walerjan Pidmohylnyj: Die Stadt. Guggolz Verlag, Berlin 2022, ISBN 978-3-945370-35-3 (zusammen mit Lukas Joura, Jakob Wunderwald, Lina Zalitok)[8]

- Oksana Sabuschko: Die längste Buchtour: Essay. Droschl Verlag, Graz-Wien 2022, ISBN 978-3-99059-121-5[9]
- Artem Tschech: Nullpunkt. Arco, Wuppertal 2022, ISBN 978-3-96587-044-4 (zusammen mit Maria Weissenböck)
- Ein Hauch von Grauen und verborgene Hoffnung. Eine Anthologie ukrainischer Literatur des Ersten Weltkriegs. Arco, Wuppertal 2022,  ISBN 978-3-96587-030-7 (zusammen mit Kati Brunner, Claudia Dathe, Beatrix Kersten, Alexander Kratochvil, Lydia Nagel)
- Sofia Andruchowytsch: Die Geschichte von Romana. Das Amadoka-Epos 1. Residenz Verlag, Salzburg 2023, ISBN 978-3-7017-1763-7 (zusammen mit Maria Weissenböck)
- Sofia Andruchowytsch: Die Geschichte von Uljana. Das Amadoka-Epos 2. Residenz Verlag, Salzburg 2023, ISBN 978-3-7017-1764-4 (zusammen mit Maria Weissenböck)
- Sofia Andruchowytsch: Die Geschichte von Sofia. Das Amadoka-Epos 3. Residenz Verlag, Salzburg 2023, ISBN 978-3-7017-1765-1 (zusammen mit Maria Weissenböck)

Bücher
- Mykola Chvyl'ovyj. Eine Studie zu Leben und Werk. München 1999
- Verfall oder neuer Standard? Betrachtungen zur aktuellen Sprachsituation in Russland, Tschechien und der Ukraine. (zus. mit A. Bergmann) Greifswald 2002
- Aufbruch und Rückkehr – Ukrainische und tschechische Prosa im Zeichen der Postmoderne.
- Posttraumatisches Erzählen. Trauma – Literatur – Erinnerung. Kulturverlag Kadmos, Berlin 2019, ISBN 978-3-86599-434-9

Aufsätze
- Sprachliche Prozesse in der Ukraine seit Anfang der neunziger Jahre. In: Die Ukraine, Polen und Europa. Europäische Identität an der neuen EU-Ostgrenze. Hrsg. Makarska, R., Kerski, B. Osnabrück 2004. S. 135-150 (zusammen mit Valerij M. Mokienko).
- „Next generation“ in der ukrainischen Literatur. Zelena Marharyta – Beobachtungen zur post-Andruchovyč-Generation. In: Na krylach nauky. Greifswalder Ukrainistische Hefte. Heft 2 (2005). Hrsg. Kratochvil, A., Göbner, R. S. 218–229.
- Fastfood und Speed? Beobachtungen zur neuesten Literatur in Ostmittel- und Osteuropa. Mit ukrainischen, tschechischen und polnischen Beispielen. In: Ost-West-Gegeninformation. Jugend im östlichen Europa. Jg. 18. Nr. 3/2006. S. 11–14.
- Jedna evropská dimenze současné české literatury: fenomén pop. (Nad knihou Nebe pod Berlínem Jaroslava Rudiše) In: Hodnoty a tradice. Svět v české literatuře, česká literatura ve světě. sv 1. Otázky českého kánonu. Příspěvky z 3. kongresu světové literárněvědné bohemistiky. Red.Stanislava Fedrová. Praha 2006. S. 575–584.
- Geopoetic Models in Postmodern Ukrainian and Czech Prose. Journal of Ukrainian Studies. Summer 2007 (Vol. 32, Nr. 1). S. 63–77.
- Postkoloniale Lektüre ukrainischer Gegenwartsliteratur. In: Anzeiger für Slavische Philologie. 36 (2010), S. 31–73.
- “The Decline of the West” in Ukraine: Mykola Khvyl’ovyj’s Euro-Asiatic-Renaissance in the light of Spenglerian thoughts. In: Harvard Ukrainian Studies